# Biomphalaria tchadiensis
Biomphalaria tchadiensis је пуж из реда Hygrophila и фамилије Planorbidae. 

## Угроженост
Ова врста се сматра угроженом.

## Распрострањење
Ареал врсте је ограничен на мањи број држава. 
Присутна је у следећим државама: Чад, Нигер, Нигерија и Камерун.

## Станиште
Станишта врсте су језера и језерски екосистеми и слатководна подручја. 